# Жанжигитов, Нарын
Нарын Жанжигитов (каз. Нарын Жанжігітов; 1881 год — 1959 год) — скотник колхоза «Шатыр-агаш» Каркаралинского района Карагандинской области, Казахская ССР. Герой Социалистического Труда (1949).

## Биография
Трудился батраком до Октябрьской Революции.
С 1930 по 1940 года — пастух колхоза «Шатыр-агаш» Каркаралинского района Карагандинской области Казахской ССР (ныне – Казахстана ).
В послевоенные годы работал скотником в том же колхозе. За получение высокой продуктивности животноводства по итогам 1947-го года был награждён орденом Трудового Красного Знамени. В 1948 году показал ещё более высокий результат по наращиванию крупного рогатого скота, получив в среднем от 80 закреплённых за ним голов по 1075 грамм ежедневного привеса на голову. Указом Президиума Верховного Совета СССР от 12 июля 1949 года удостоен звания Героя Социалистического Труда с вручением ордена Ленина и золотой медали «Серп и Молот».
Скончался в 1959 году.